# داریلیک (آلاداغ)
داریلیک (به ترکی استانبولی: Darılık) یک منطقهٔ مسکونی در ترکیه است که در آلاداغ، آدانا واقع شده‌است.